# Sonerila pedunculosa
Sonerila pedunculosa är en tvåhjärtbladig växtart som beskrevs av George Henry Kendrick Thwaites. Sonerila pedunculosa ingår i släktet Sonerila och familjen Melastomataceae. Inga underarter finns listade i Catalogue of Life.